# فلیس آلبرس
فلیس آلبرس (هلندی: Felice Albers؛ زادهٔ ۲۷ دسامبر ۱۹۹۹) بازیکن هاکی روی چمن اهل هلند است.